# 面筋

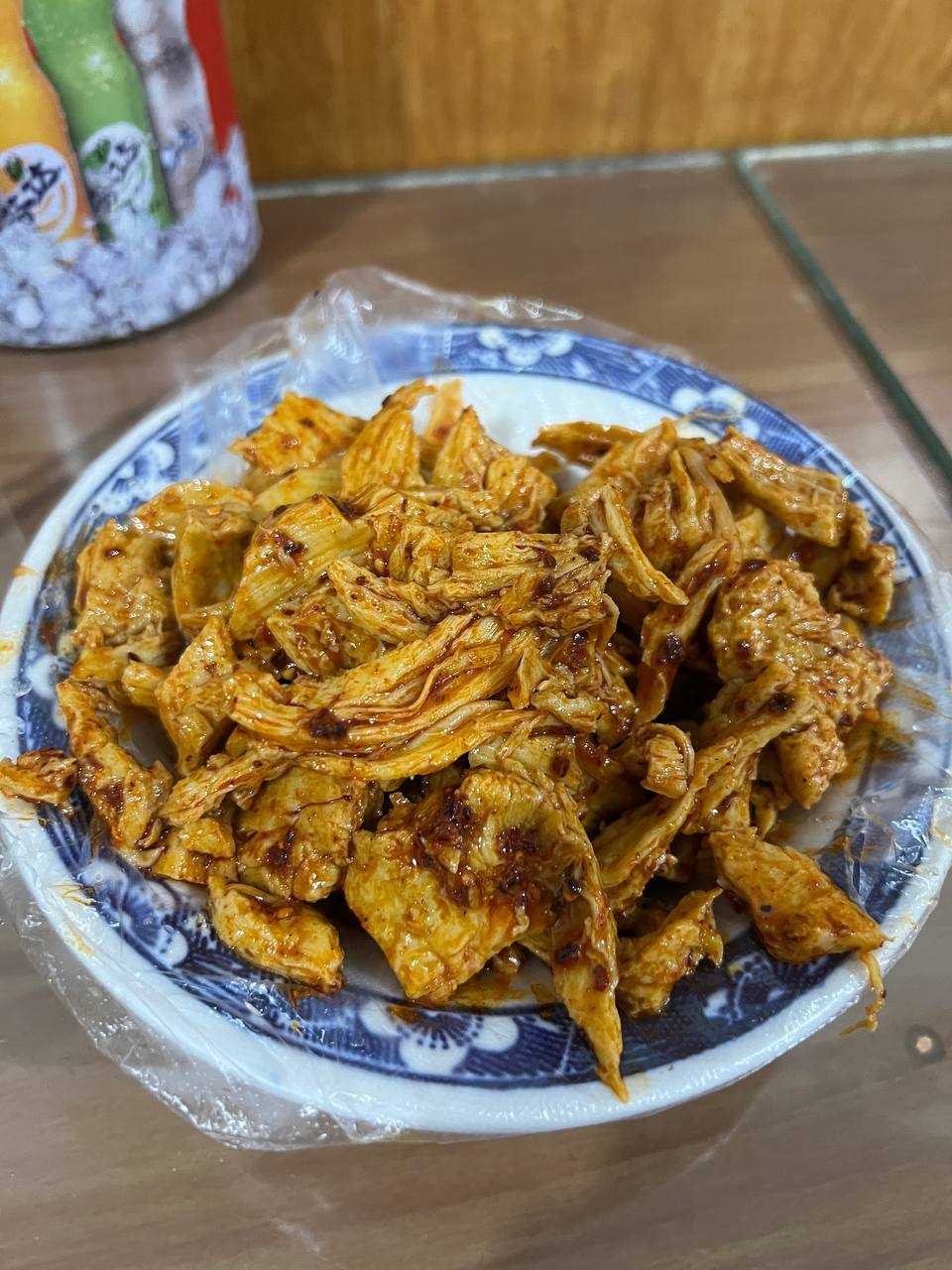
手撕面筋

麵筋，也称作麸，是揉洗麵團、将淀粉分离后得到的有弹性的胶状物，主要成分是蛋白质。面筋可作为食材入馔，做主料、配料、馅料、小吃皆宜，尤其因其口感与动物肉相似，常用于烹制素肉。面筋起源于中国，宋朝时就被广泛食用。常见的面筋半成品包括水面筋、油面筋、㸆麸等。

## 历史
中国人最早从面粉中单独分离出面筋作为食物。后世传说，面筋的发明者是南朝梁武帝。《李约瑟中国科学技术史》推测，北朝《齐民要术》中记载的馎饦就是一种带状的薄片面筋。
宋朝，面筋被广泛食用，在食品体系、尤其是素食体系中占据一席之地。因其口感与动物肉相似，常用于制作素肉，令素食烹饪的水平和创新程度大为提高。“面筋”和“麸”的叫法也确立于宋朝。元朝至清朝的许多食经都包含面筋的烹调方法，腌制、煎炸、水煮、煙熏等各式做法俱备。
在西方世界，意大利化学家雅各布·贝卡里首先从面团中分离出面筋，其时不晚于1745年。人们将面筋掺入面包、豆制品等其他食物中，以满足糖尿病患者、安息日会教徒等特定群体的饮食需求。在日本长寿饮食提倡者櫻澤如一影响下，独立的面筋食品在欧美于20世纪70年代出现，此后逐渐被长寿饮食社群以外的更多人所接受。

## 制取和烹饪
将小麦面粉加水和成麵團，再于水中反复揉洗，使淀粉等成分都分离出去，最后剩下来的有弹性的胶状物即为生面筋。每1千克面粉可洗出生面筋300克左右。其主要成分是蛋白质（麸质），占干重的85%以上。生面筋可以进一步加工为各类面筋半成品，如：
- 生面筋揪成团块，下沸水煮熟，即为水面筋，颜色灰白。也可制成长条状，别称素肠。水面筋的结构类似肌肉纤维，适于制作素肉。
- 生面筋揪成小块，油炸成中空的圆球状，即为油面筋，金黄色。以无锡油面筋最为有名。除了直接入菜，也可以塞入馅料。
- 生面筋发酵后高温蒸制，即为㸆麸，颜色橙黄，质地多孔，呈海绵状，可吸收大量汤汁。
- 生面筋加热干燥后，可制成活性面筋粉，即谷朊粉。可以加温水重新调制为面筋，也可以作为食品添加剂，加入面条、面包等中。

面筋可以作为菜肴主料，也可以作为配料。其自身没有显著味道，作配料时可以突出其他原料的风味，故有“百搭菜”之称。烹饪时十分灵活，切丝、丁、条、块、片、末均可，做冷盘、热菜、小吃、馅料皆宜。
| - 生面筋的制作 - 面筋凉皮 - 四喜㸆麸 - 烤面筋 - 辣条 - 齋雞粒（炸麵筋） - 烧麸 - 面筋塔帕斯 - 斋鸭（素肉） - 面筋制作的素牛排 |